# 雙湖 (科羅拉多州萊克縣)
雙湖（英語：Twin Lakes）是位於美國科羅拉多州萊克縣的一個人口普查指定地區。

## 地理
雙湖的座標為39°04′58″N 106°22′52″W / 39.08278°N 106.38111°W，而該地最高點為海拔高度2804米（即9200英尺）。

## 人口
根據2010年美國人口普查的數據，雙湖的面積為9.40平方千米，均為陸地。當地共有人口171人，而人口密度為每平方千米18人。